# أوسكار فلوريانوس بلومنر

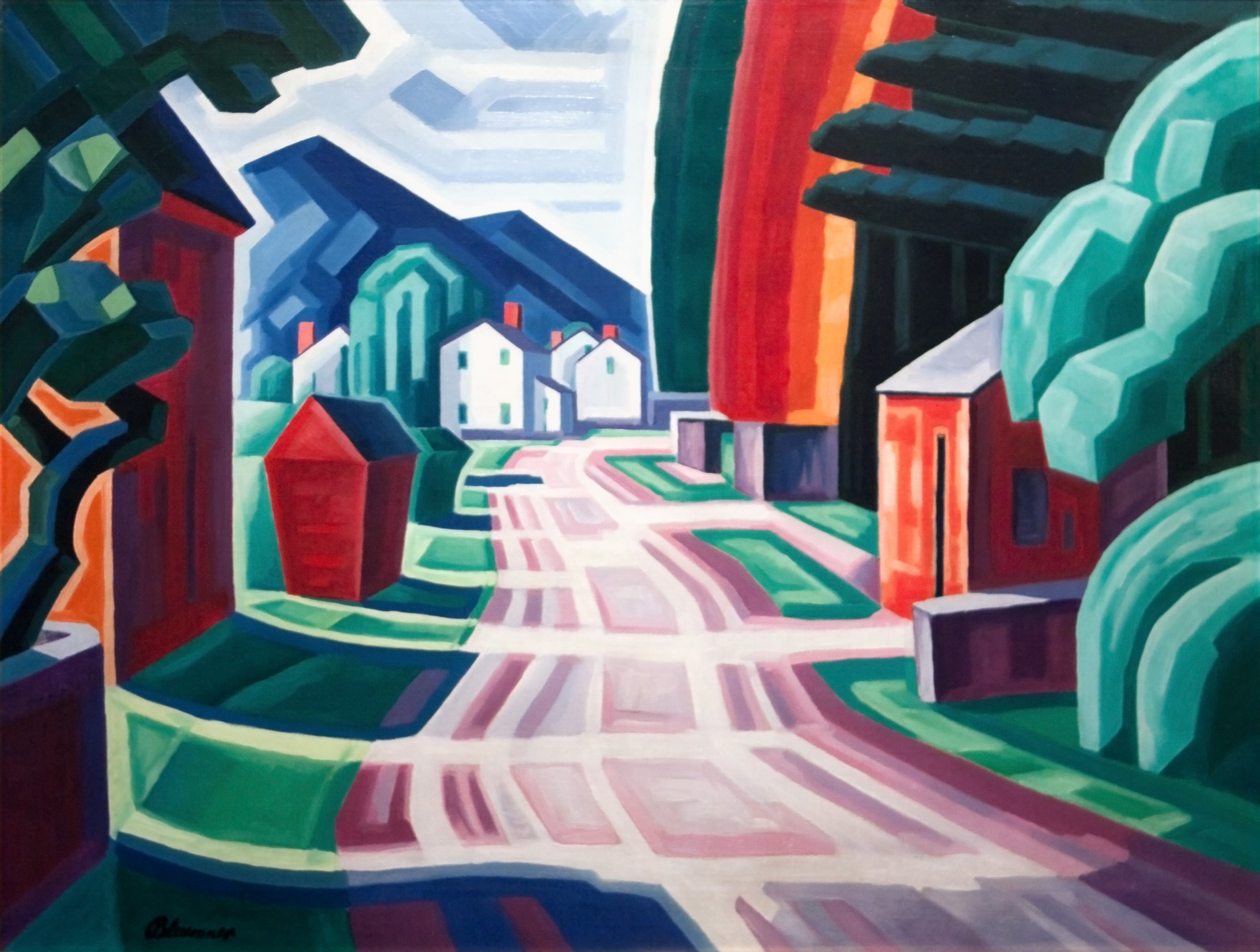
Form and Light, Motif in West New Jersey (1914), held by the Hunter Museum of American Art

أوسكار فلوريانوس بلومنر (بالإنجليزية: Oscar Florianus Bluemner)‏ كان رساماً أمريكياً و ولد في ألمانيا في 1867.

## وصلات خارجية
- أوسكار فلوريانوس بلومنر على موقع ميوزك برينز (الإنجليزية)
- Oscar Bluemner Papers - Archives of American Art Smithsonian Institution.